# Könsrullar

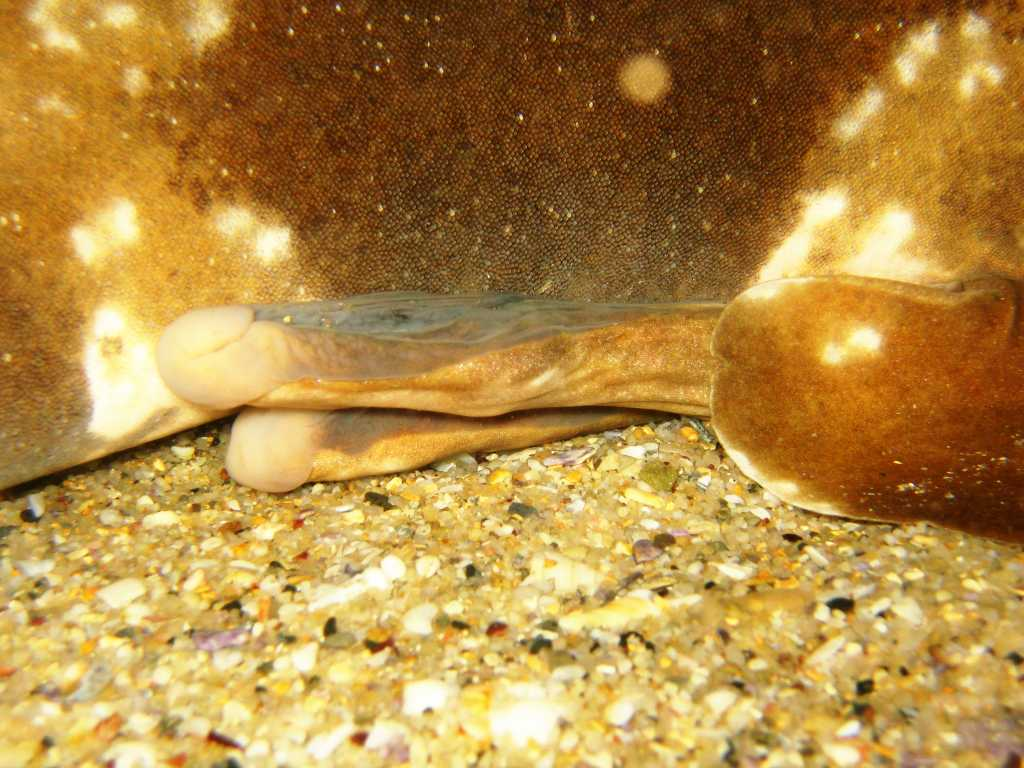
Könsrullar hos fläckig wobbegong (Orectolobus maculatus).

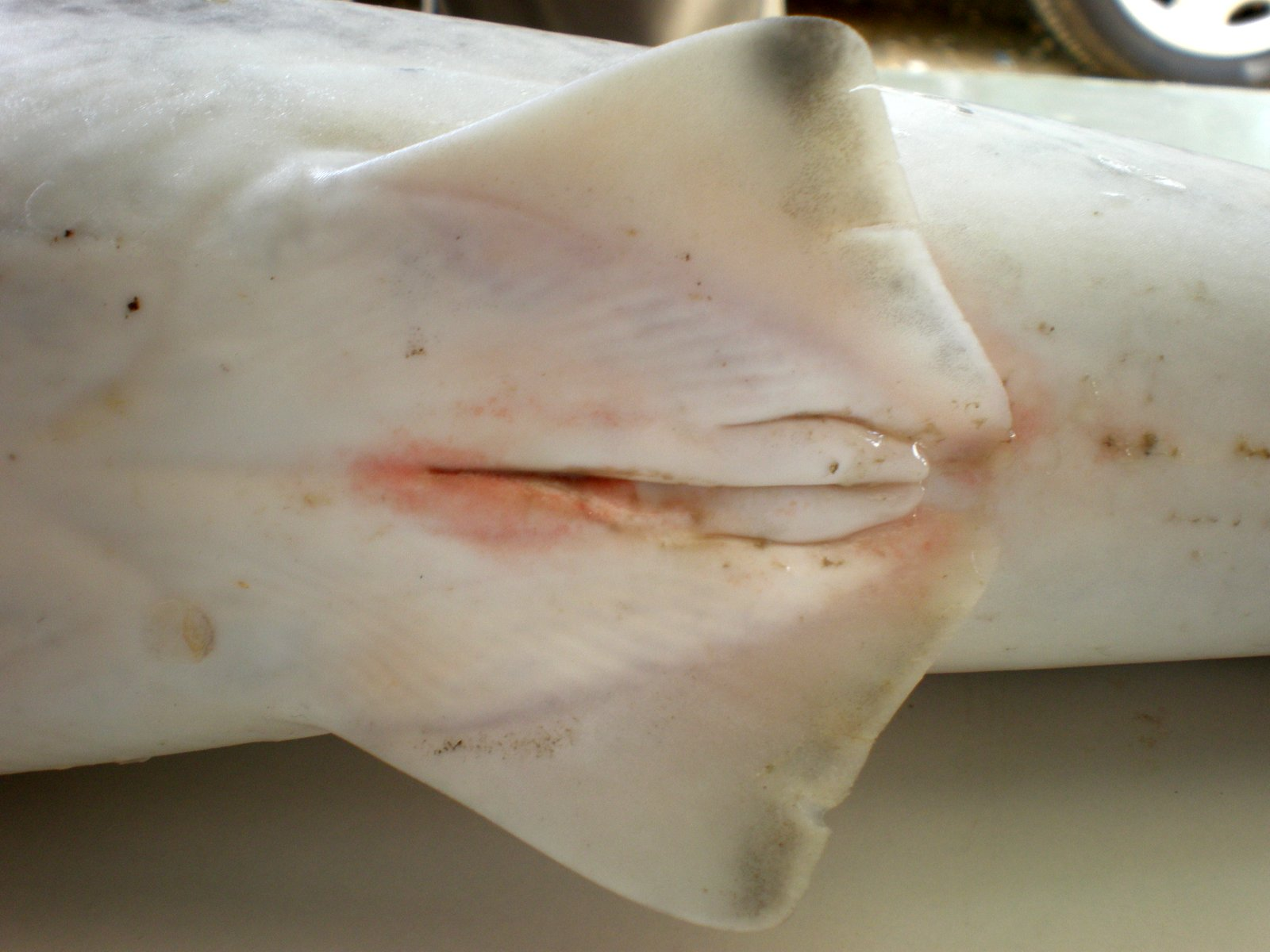
Könsrullar mellan de triangulära bukfenorna hos en ung spinnarhaj (Carcharhinus brevipinna).

Könsrullar eller pelvisklaffar (latin myxopterygia, engelska claspers) är det yttre hanliga könsorganet hos hajar och rockor (Elasmobranchii) och helhuvudfiskar (Holocephali)., motsvarande däggdjurens penis. Evolutionärt är könsrullar utvecklade ur en del av bukfenan. Normalt förekommer två könsrullar, som används en i taget eller gemensamt vid befruktning av honan.